# Соломонов, Юрий Семёнович
Ю́рий Семёнович Соломо́нов (род. 3 ноября 1945, Москва) — советский и российский конструктор ракетной техники военного назначения, педагог, доктор технических наук, профессор. Академик РАН (2006; член-корреспондент с 2000). Генеральный конструктор Московского института теплотехники с 1997 года. Герой Российской Федерации (2024), Герой Труда Российской Федерации (2015). Заслуженный изобретатель РСФСР (1987). Лауреат Государственной премии СССР (1981).

## Биография
Сын инженера Семёна Матвеевича и медсестры Софьи Николаевны Соломоновых. Окончил физико-математическую школу при МИФИ (1963) и факультет «Двигатели летательных аппаратов» МАИ (1969). В 1969—1971 годах проходил службу в Ракетных войсках стратегического назначения СССР (Козельская гвардейская дивизия), воинское звание лейтенант. С 1971 года работает в Московском институте теплотехники в различных должностях: инженер, начальник отдела боевого оснащения (1976—1983), заместитель начальника отделения (1983—1987), заместитель генерального конструктора, генеральный конструктор и директор института (в 1997—2009 годах). Участвовал в разработках ракетных комплексов РСД-10 «Пионер», РТ-2ПМ «Тополь», РТ-2ПМ2 «Тополь-М». Руководитель разработки ракетного комплекса Р-30 «Булава».
Соавтор более 300 научных работ, в том числе 194 авторских свидетельств на изобретения и патентов. Заслуженный изобретатель РСФСР, доктор технических наук (1986), профессор. Член-корреспондент РАН c 26 мая 2000 года, академик РАН с 25 мая 2006 года по Отделению энергетики, машиностроения, механики и процессов управления (машиностроение). Заведующий кафедрой «Защита информации» МГТУ им. Н. Э. Баумана.
Член редколлегии журнала РАН «Механика композиционных материалов и конструкций» и председатель редколлегии научно-технического сборника «Труды МИТ».
Член Президиума РАН и Совета по науке и образованию при Президенте РФ (2017—2020). Действительный член и член Бюро президиума Российской инженерной академии, член Международной инженерной академии. Член Высшего совета партии «Единая Россия».
Автор поэтических сборников «Что было, то и будет», «Лишь тех в вожди мы выбираем…» (2017), «Русь на колени не поставить» (2018) и «Ядерный мир» (2019).
Супруга — Ирина; дети Марианна и Михаил.

## Основные работы
Книги
- Соломонов Ю. С., Николаев Ю. М. Инженерное проектирование УБР с РДТТ. М.: Воениздат, 1979. 177 с.
- Соломонов Ю. С. и др. Космические ракетные комплексы с твердотопливными ракетами «Старт» и «Старт-1». М.: Универсум, 2000. 432 с.
- Соломонов Ю. С. и др. Методические основы создания космических ракетных комплексов легкого типа с твердотопливными ракетами. М.: НТЦ «Комплекс-МИТ», 2003. 240 с.

Статьи
- Оптимизация энергетических и траекторных параметров транспортабельных космических ракетных комплексов // Актуальные проблемы авиационных и аэрокосмических систем. 2002. Т. 7, вып.1. С. 29-34.
- Экспериментально-испытательный комплекс монорельсовой пассажирской транспортной системы // Известия РАН. Сер. «Проблемы машиностроения и надежности машин». 2001. № 4. С. 103—107.

## Награды
- Герой Российской Федерации (2024)[источник?].
- Герой Труда Российской Федерации (28 апреля 2015 года) — за особые трудовые заслуги перед государством и народом[6].
- Орден «За заслуги перед Отечеством» III степени (3 ноября 2020 года) — за большой вклад в разработку и создание новой специальной техники, укрепление обороноспособности страны и многолетнюю добросовестную работу[7].
- Орден Трудового Красного Знамени (1990).
- Государственная премия СССР (1981).
- Заслуженный изобретатель РСФСР (1987).
- Премия имени Ф. А. Цандера РАН (2014) — за книгу «Твердотопливные регулируемые двигательные установки»[8].